# Tepuy Yuruaní
El Yuruaní o Tepuy Yuruaní (también escrito Yuruaní-tepui, Iwarkarimá-tepui) es un tepuy, ubicado en la parroquia Santa Elena de Uairén en el municipio Gran Sabana, en el Estado Bolívar, parte del país sudamericano de Venezuela muy cerca de la región conocida como Guayana Esequiba.
Este tepuy está incluido en el Parque nacional Canaima y en el área protegida conocida como Monumentos naturales tepuyes. Alcanza los 2350 metros sobre el nivel del mar y es parte de la Sierra de Pacaraima.